# Ginovci
Ginovci (macedónul: Гиновци) település Észak-Macedóniában, a Északkeleti körzetben, Rankovce községben.

## Népesség
| Lakosok száma | 487  | 554  | 496  | 376  | 270  | 257  | 315  | 312  |
|               | 1948 | 1953 | 1961 | 1971 | 1981 | 1991 | 2002 | 2021 |

- 2002-ben 315 lakosa volt, akik közül 308 macedón, 4 cigány 2 szerb és 1 egyéb.